# Cunevo
Cunevo település Olaszországban, Trento megyében.  Cunevo Campodenno, Flavon, Terres, Tuenno és Denno községekkel határos.

## Népesség
A település népességének változása: